# Ilha Calauit
A Ilha Calauit é uma ilha do arquipélago de Calamian, próxima à costa noroeste da Ilha Busuanga. Faz parte do município de Busuanga, na província de Palawan, Filipinas. Toda a ilha foi declarada santuário da vida selvagem e reserva de caça em 1977, agora é uma atração turística conhecida como Calauit Safari Park.
Os animais selvagens foram importados da África na década de 1970. Os animais importados incluem 20 girafas, dezenas de zebras e antílopes. O presidente filipino Ferdinand Marcos forçou os moradores locais a se mudarem para a Ilha Halsey e ordenou a limpeza das florestas de bambu para tornar o lugar semelhante às savanas do Quênia. Estima-se que 254 famílias, principalmente das tribos indígenas Tagbanwa, foram despejadas e realocadas para a antiga colônia de leprosos da Ilha Halsey.
Hoje, os animais africanos continuam a vaguear pela ilha e o número de animais está a aumentar. Os animais são consanguíneos há quatro gerações e podem morrer devido à falta de diversidade no seu patrimônio genético.